# Governatore militare di Parigi

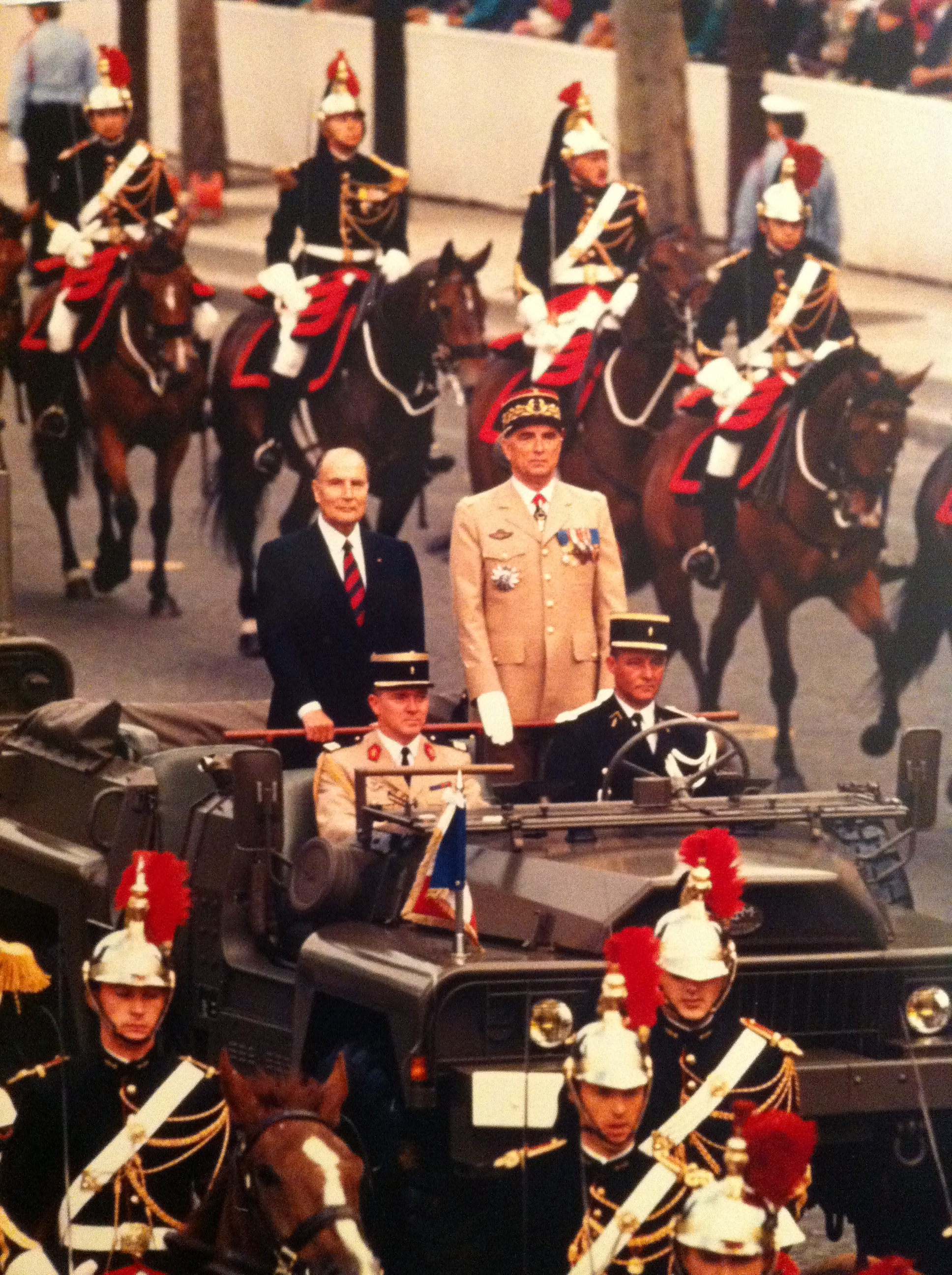
Il presidente francese François Mitterrand e il governatore militare di Parigi Hervé Navereau durante la parata militare per la festa nazionale francese del 1989.

Il Governatore militare di Parigi (in francese: Gouverneur militaire de Paris) è il comandante delle forze armate a Parigi.

## Elenco dei governatori

### Governatori di Parigi sotto l'Ancien Régime
- Louis I d'Anjou: 1356-1357
- Guillaume de Courcy: 1404
- Jean de Berry: 1411
- Waléran III de Ligny: 1411-1413
- Jean II de Ligny: 1418-1420

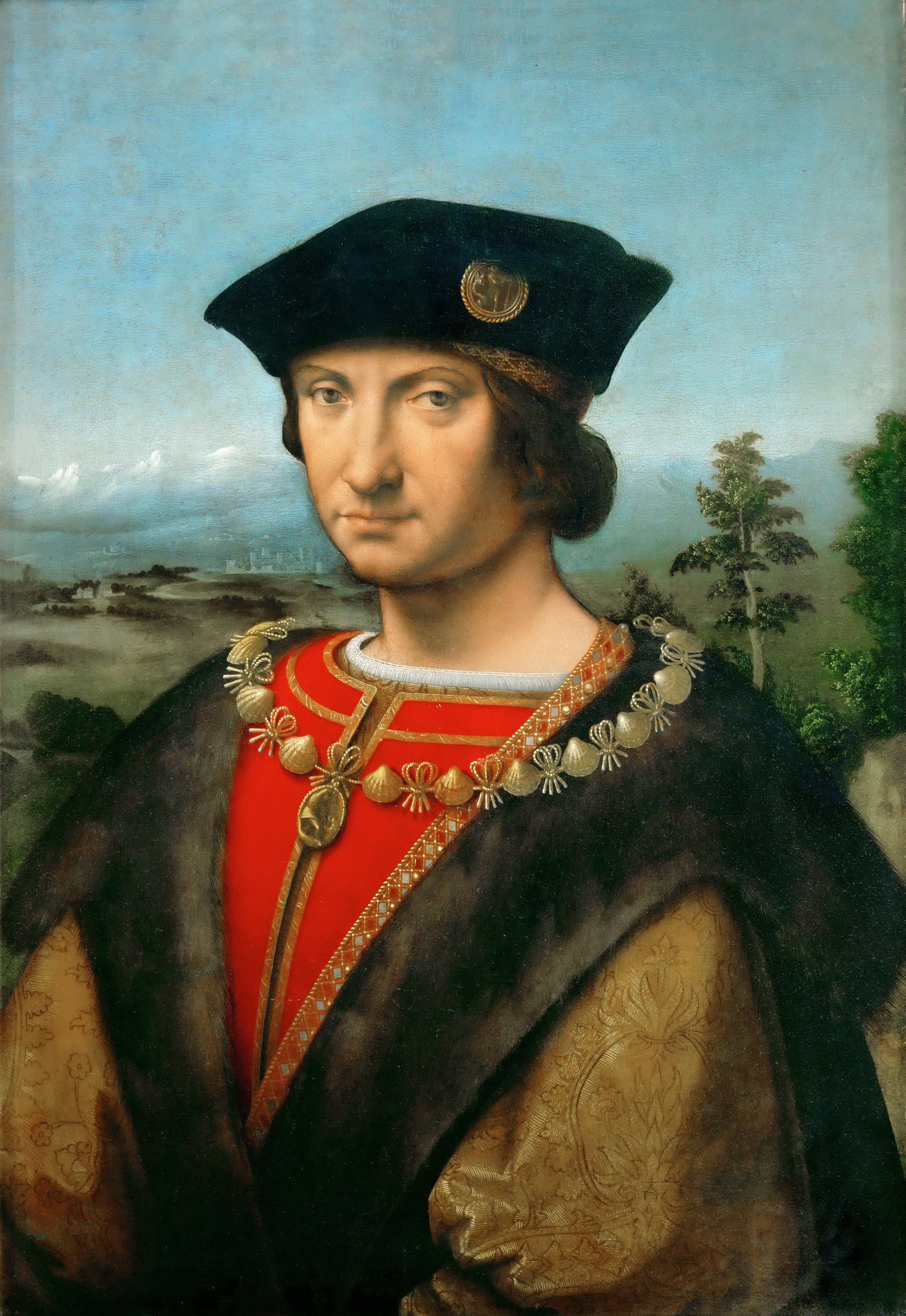
Charles II d'Amboise, governatore di Parigi dal 1493 al 1496.

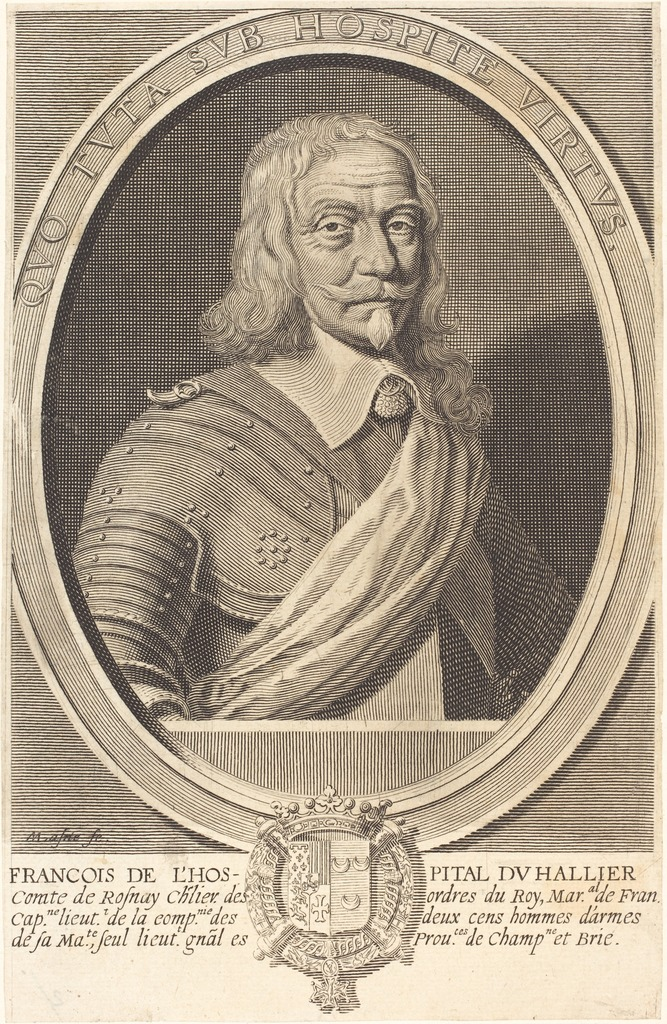
François de L'Hospital, governatore di Parigi dal 1648 al 1657.

- Maresciallo Jean de La Baume: 1422-142.
- Jean de Villiers: 1429-14..
- Philippe de Ternant: 14..-14..
- Jacques de Villiers: 1461
- Charles d'Artois: 1465
- Charles de Melun: 1465-1467
- Charles I d'Amboise: 1467-1470
- Charles de Gaucourt: 14..-1472
- Antoine de Chabannes: 1472-147.
- Guillaume de Poitiers: 1478-14..
- Louis d'Orléans: 1483-1485
- Antoine de Chabannes: 1485-1488
- Gilbert de Montpensier: 14..-1494
- Charles II d'Amboise: 1493-1496
- Antoine de La Rochefoucauld: 15..-15..
- Maresciallo Paul de Thermes: 1559-1562
- Maresciallo Charles I de Cossé: 1562-1563
- Maresciallo François de Montmorency: 15..-1572
- René de Villequier: 1580
- François d'O: 158.-1589
- Charles-Emmanuel de Savoie: 1589-1590
- Jean-Francois de Faudoas: 1590-1594
- Charles II de Cossé: 1594
- François d'O: 1594
- Charles du Plessis: 1616
- Hercule de Rohan: 1643-16..
- Maresciallo François de L'Hospital: 1648-1657
- Maresciallo Ambroise-François de Bournonville: 1657-1662
- Maresciallo Antoine d'Aumont: 1662-1669
- Gabriel de Rochechouart: 1669-1675
- Charles III de Créquy: 1676-1687
- Léon Potier: 1687-1704
- Duc de Tresmes: 1704-1739
- Bernard Potier: 1739-1757
- Charles Louis d'Albert: 1757-1771
- Maresciallo Jean de Cossé-Brissac: 1771-1780
- Maresciallo Louis de Cossé-Brissac: 1780-1791

### Comandanti generali delle forze armate a Parigi
- Generale Louis d'Affry: 1791-1792

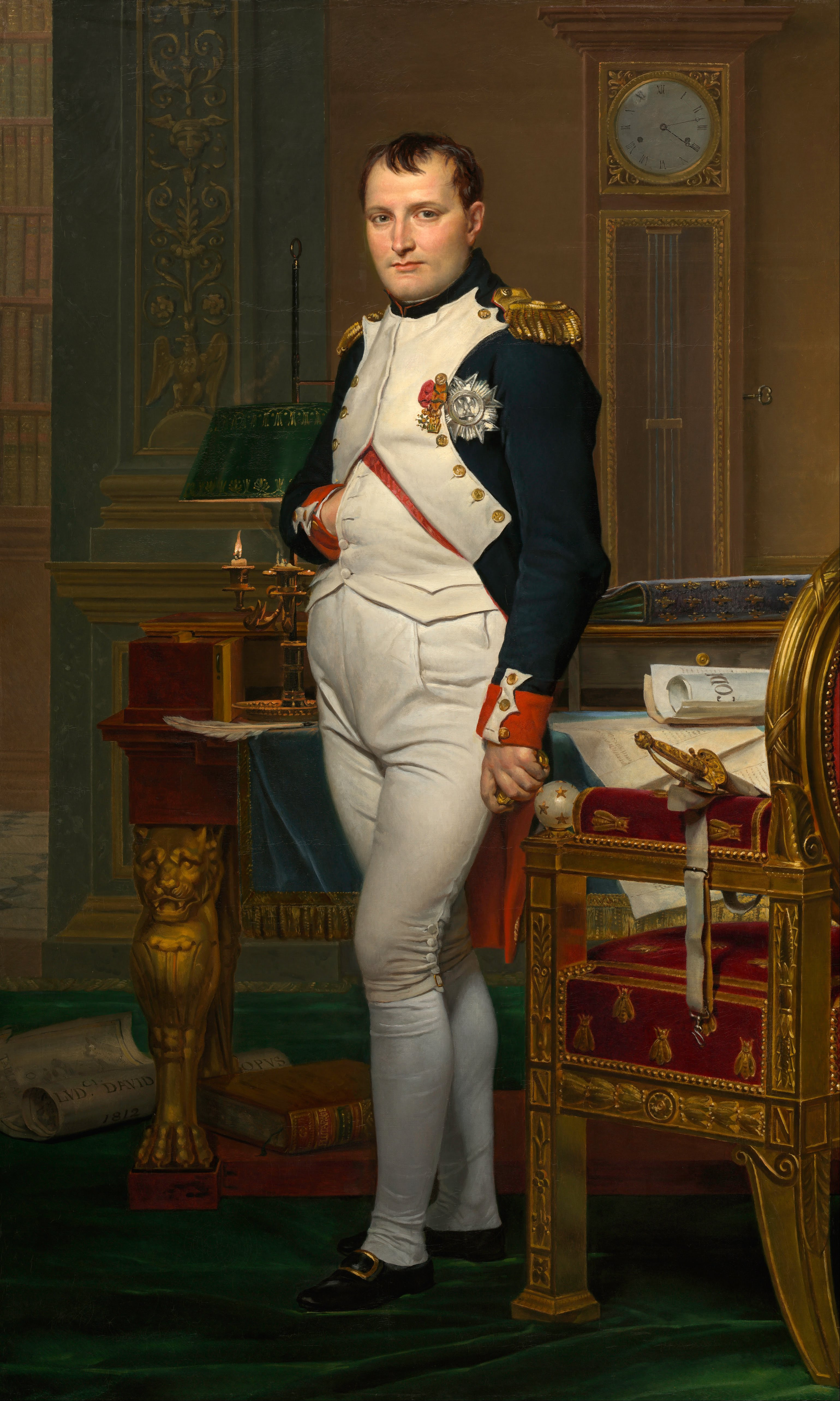
Generale Napoléon Bonaparte, comandante delle forze armate a Parigi dal 1795 al 1796.

- Generale Jacques François de Menou: 1792-1794
- Generale Jean Thierry: 1794-1795
- Generale Jacques François de Menou: 1795
- Generale Paul de Barras: 1795
- Generale Napoléon Bonaparte: 1795-1796
- Generale Jacques Maurice Hatry: 1796-1797
- Generale Pierre Augereau: 1797
- Generale Louis Lemoine: 1797
- Generale Jean-François Moulin: 1797-1798
- Generale Joseph Gilot: 1798-1799
- Generale Barthélemy Catherine Joubert: 1799
- Generale Jean-Antoine Marbot: 1799
- Generale François Joseph Lefebvre: 1799-1800
- Generale Édouard Mortier: 1800-1803
- Generale Jean-Andoche Junot: 1803-1804

### Governatori militari di Parigi
- Generale Joachim Murat: 1804-1805

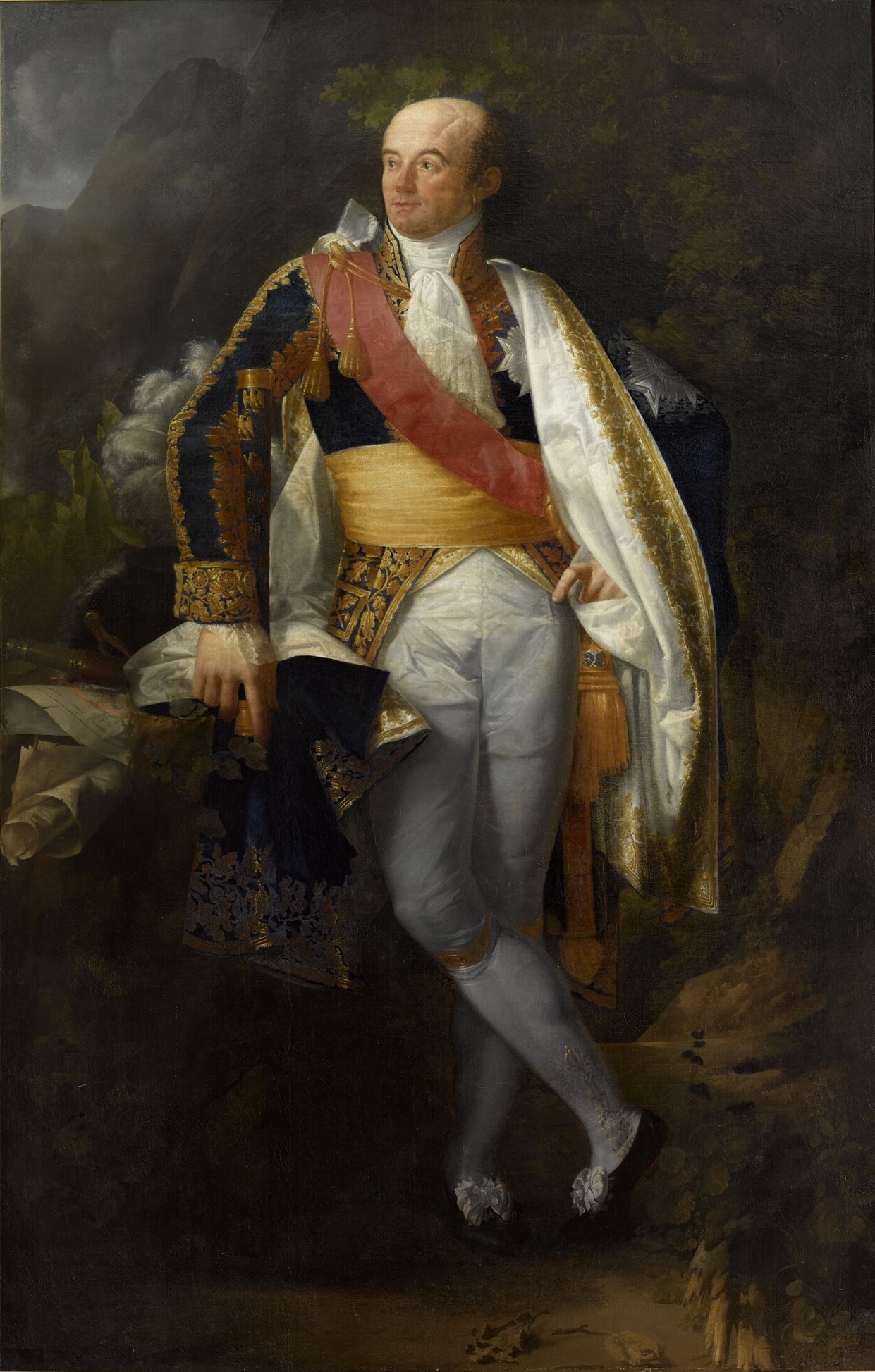
Maresciallo Catherine-Dominique de Pérignon, governatore militare di Parigi dal 1816 al 1819.

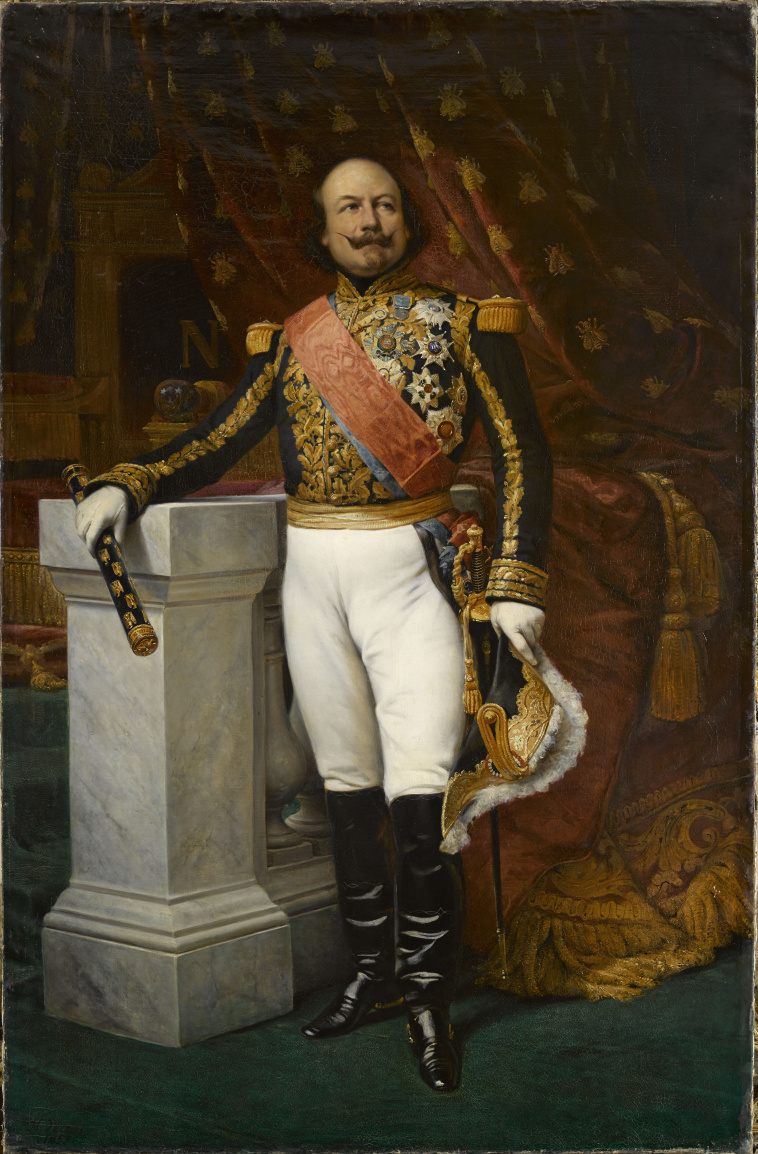
Maresciallo François Certain de Canrobert, governatore militare di Parigi dal 1865 al 1870.

- Principe Louis Bonaparte: 1805-1806
- Maresciallo Joachim Murat: 1806
- Generale Jean-Andoche Junot: 1806-1807
- Generale Pierre-Augustin Hulin: 1807-1814
- Generale Louis de Rochechouart: 1814
- Generale Louis Sébastien Grundler: maggio 1814 - gennaio 1815
- Generale Nicolas Joseph Maison: 1815
- Generale Pierre-Augustin Hulin: 1815 (Cento giorni)
- Maresciallo André Masséna: luglio 1815
- Generale Nicolas Joseph Maison: luglio - settembre 1815
- Generale Hyacinthe Despinoy: 1815-1816
- Maresciallo Catherine-Dominique de Pérignon: 1816-1818
- Generale Nicolas Joseph Maison: 1819-1821
- Maresciallo Auguste Marmont: 1821-1830
- Generale Pierre Claude Pajol: 1830-1842
- Generale Tiburce Sébastiani: 1842-1848
- Generale Nicolas Changarnier: 1848-1851
- Generale Achille Baraguey d'Hilliers: 1851
- Maresciallo Bernard Pierre Magnan: 1851-1865
- Maresciallo François Certain de Canrobert: 1865-1870
- Maresciallo Achille Baraguey d'Hilliers: 1870
- Generale Louis-Jules Trochu: 1870-1871
- Generale Joseph Vinoy: 1871
- Generale Paul de Ladmirault: 1871-1878
- Generale Édouard Aymard: 1878-1880
- Generale Justin Clinchant: 1880-1881
- Generale Alphonse Théodore Lecointe: 1882-1884
- Generale Félix Gustave Saussier: 1884-1898
- Generale Émile Zurlinden: 1898-1899
- Generale Joseph Brugère: 1899-1900
- Generale Georges-Auguste Florentin: 1900-1901
- Generale Paul-Vincent Faure-Biguet: 1901-1903
- Generale Jean Dessirier: 1903-1906
- Generale Jean Baptiste Dalstein: 1906-1910
- Generale Michel Joseph Maunoury: 1910-1912
- Generale Victor-Constant Michel: 1912-1914
- Generale Joseph Simon Gallieni: 1914-1915
- Generale Michel Joseph Maunoury: 1915-1916
- Generale Auguste Dubail: 1916-1918
- Generale Adolphe Guillaumat: 1918
- Generale Charles Emile Moinier: 1918-1919
- Generale Pierre Berdoulat: 1919-1923
- Generale Henri Gouraud: 1923-1937
- Generale Gaston Billotte: 1937-1939
- Generale Pierre Héring: 1939-1940
- Generale Henri-Fernand Dentz: giugno 1940

### Occupazione tedesca
- Tenente generale Ernst Schaumburg: 31 luglio 1940 - 30 aprile 1943
- Tenente generale Hans von Boineburg-Lengsfeld: 1 maggio 1943 - 6 agosto 1944
- Generale Dietrich von Choltitz: 7 agosto - 25 agosto 1944

### Governatori militari di Parigi dal 1944

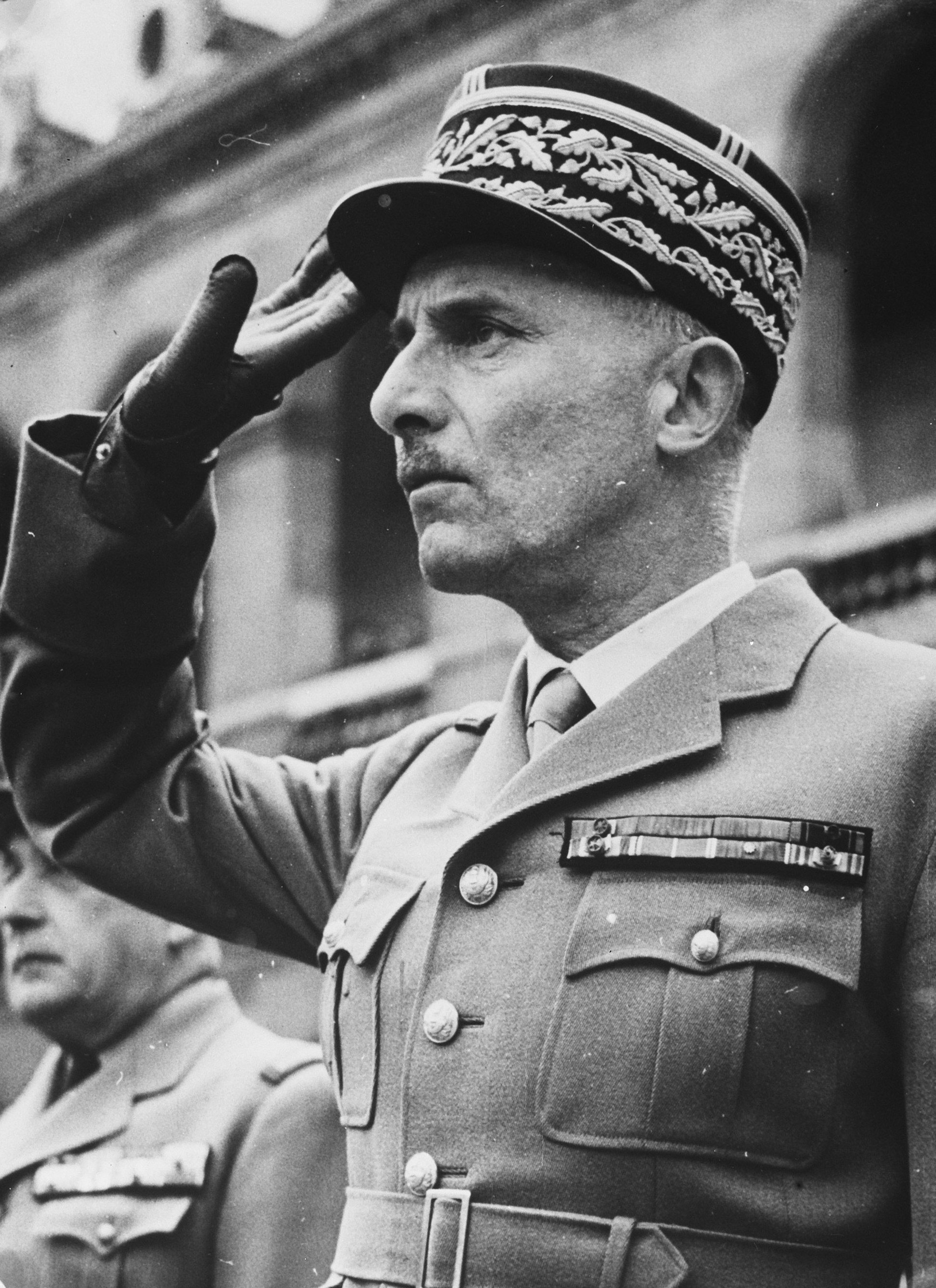
Generale Henri Zeller, governatore militare di Parigi dal 1953 al 1957.

- Generale Philippe Leclerc: agosto 1944
- Generale Marie-Pierre Kœnig: 1944-1945
- Generale Paul Legentilhomme: 1945-1947
- Generale René Chouteau: 16 gennaio 1947 - marzo 1953
- Generale Henri Zeller: 1953-1957
- Generale Louis-Constant Morlière: 1957-1958
- Generale Pierre Garbay: 1958-1959
- Generale Raoul Salan: 1959-1960
- Generale Maurice Gazin: 1960
- Generale André Demetz: 1960-1962
- Generale Louis Dodelier: 1962-1965
- Generale Philippe de Camas: 1965-1968
- Generale André Meltz: 1968-1971
- Generale Bernard Usureau: 1971-1973
- Generale Philippe Clave: 1973-1975
- Generale Jean Favreau: 1975-1977
- Generale Jacques de Barry: 1977-1980
- Generale Jeannou Lacaze: 15 settembre 1980 - 1981
- Generale Roger Périer: 1981-1982
- Generale Alban Barthez: 1982-1984
- Generale Michel Fennebresque: 1984-1987
- Generale Hervé Navereau: 1987-1989
- Generale Daniel Valéry: 1991-1992
- Generale Michel Guignon: 1992-1996
- Generale Michel Billot: 1996-2000
- Generale Pierre Costedoat: 2000 - 31 ottobre 2002
- Generale Marcel Valentin: 1 novembre 2002 - 31 luglio 2005[1]
- Generale Xavier de Zuchowicz: 1 agosto 2005 - 31 luglio 2007[2]
- Generale Bruno Dary: 1 agosto 2007 - 31 luglio 2012[3]
- Generale Hervé Charpentier: 1 agosto 2012 - 30 luglio 2015[4]
- Generale Bruno Le Ray: 31 luglio 2015 - 30 luglio 2020[5]
- Generale Christophe Abad: 31 luglio 2020[6]